# Возвращённая музыка (фильм)
«Возвращённая музыка» — советский цветной художественный музыкальный фильм, снятый в 1964 году режиссёром Виталием Аксёновым на киностудии «Ленфильм».
Премьера состоялась 20 апреля 1965 года. Фильм посмотрели 4,1 млн зрителей.

## Сюжет
Талантливая музыковедка Марина Габриэлян приезжает в Ленинград с целью найти и восстановить первую симфонию знаменитого композитора Сергея Корнилова. При этом автор сопротивляется попыткам восстановить его произведение. Марине удаётся найти отдельные части симфонии и с помощью молодого композитора Гурова она восстанавливает музыку.

## Роли исполняют
- Раиса Спасская — Марина Габриэлян, историк музыки (главная роль)
- Вильям Семёнов — Александр Александрович Гуров, дирижёр, композитор, ученик профессора Корнилова (главная роль)
- Виктория Фёдорова — Таня, племянница профессора Корнилова, одиннадцатиклассница
- Алексей Кожевников — Кирилл Радзинский, математик, приятель Александра Гурова
- Николай Волков — Сергей Михайлович Корнилов, профессор музыки
- Евгений Тетерин — Игорь Константинович Самборский, профессор музыки
- Василий Волков — Корнилов в молодости
- Игорь Горбачёв — Эрик Светлоокий, пьяный репортёр
- Георг Отс — певец
- Александр Демьяненко — Самборский в молодости, дирижёр
- Борис Муравьёв — Жуков, ученик профессора Корнилова
- Леонид Любашевский — Марк Горелик, портной
- Эдда Урусова — Ангелина Осиповна, пожилая арфистка (озвучивает Анна Лисянская)
- Жанна Романова — эпизод
- Алексей Смирнов — человек с аквариумом
- Б. Таубер — эпизод
- Оскар Линд — человек в ночной очереди за билетами в филармонию (нет в титрах)

## Съёмочная группа
- Режиссёр: Виталий Аксёнов
- Автор сценария: Александр Гладков
- Оператор: Владимир Бурыкин
- Художники-постановщики: Виктор Волин, Абрам Векслер
- Композитор: Владлен Чистяков
- Текст песен: Булат Окуджава
- Звукорежиссёр: Борис Антонов
- Монтаж: Людмила Образумова
- Текст читает: Зиновий Гердт

## Музыка
В фильме звучит музыка в исполнении Оркестра Ленинградского академического малого театра оперы и балета, дирижёр Юрий Богданов.